# Romeins badhuis van Ravenglass
Het Romeins badhuis van Ravenglass is een geruïneerd Romeins badhuis in Ravenglass, een plaats in het Engelse Lake District. Lokaal wordt het Walls Castle genoemd omdat men tot in de 20e eeuw dacht dat het hier om een middeleeuws kasteel ging. Het is een restant van een castra (fort) en een marinehaven die lang Glannoventa werd genoemd alhoewel de meeste historici Glannoventa nu situeren in Ambleside en deze site vereenzelvigen met het Romeinse Tunnocelum. Ze baseren zich daarvoor op een vermelding van deze versterking in de Notitia dignitatum.
De muren die overeind staan zijn 4 meter hoog. Zij zijn de restanten van een gebouw van 27 bij 12 meter. De toegang en het apodyterium zijn voorzien van nissen, waarschijnlijk om beelden op te stellen. Het gebruik van de andere kamers is onbekend. Zeker aanwezig waren een heet bad, een aantal warme kamers en een koud plonsbad. Tijdens opgravingen in 1881 werd het hypocaustum blootgelegd en later opnieuw afgedekt.

## Het fort
Het fort werd tijdens opgravingen tussen 1976 en 1978 gelokaliseerd. Het lag aan de overzijde van Walls Drive, ingeklemd tussen de huidige spoorlijn  en de rivier Esk. De zee ligt nu een achthonderdtal meter verder naar het westen. De aarden wal van de noordoostelijke zijde van de versterking zijn nog te onderscheiden. Rond 130 na Christus betrok men hier dit fort. Het verving een kleine versterking die tien jaar ouder was. De tweede constructie bestond uit graszoden en hout. Bij het begin van de derde eeuw trok men een stenen omheining op. De Romeinen bezetten deze plek ononderbroken tot het einde van de vierde eeuw. Er zijn aanwijzingen dat het Cohors I Aelia Dacorum ten tijde van keizer Hadrianus in Ravenglass was gestationeerd; in de vierde eeuw maakte het Cohors I Morinorum hier de dienst uit.

## Galerij

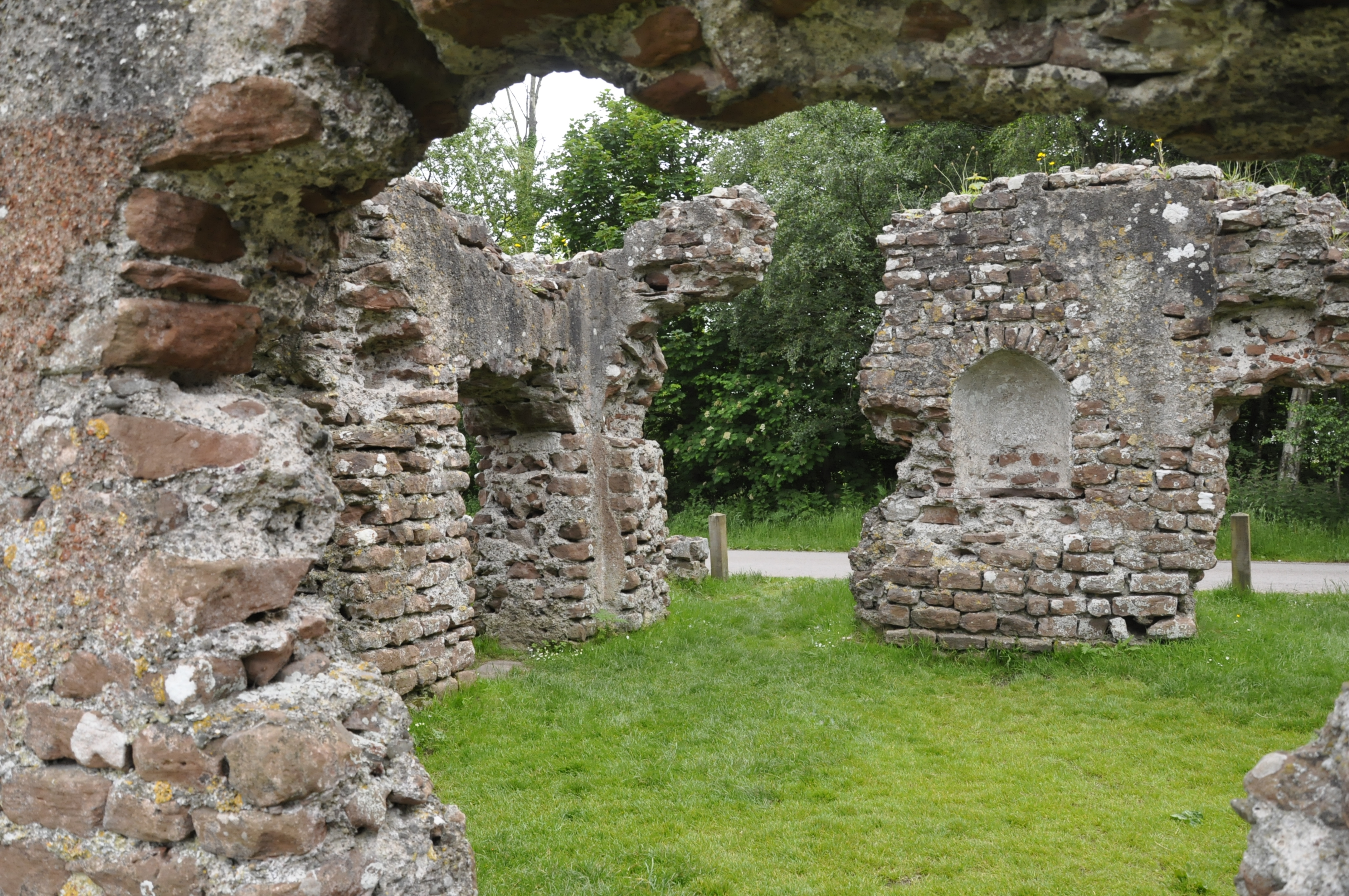
De toegang en het apodyterium met niches
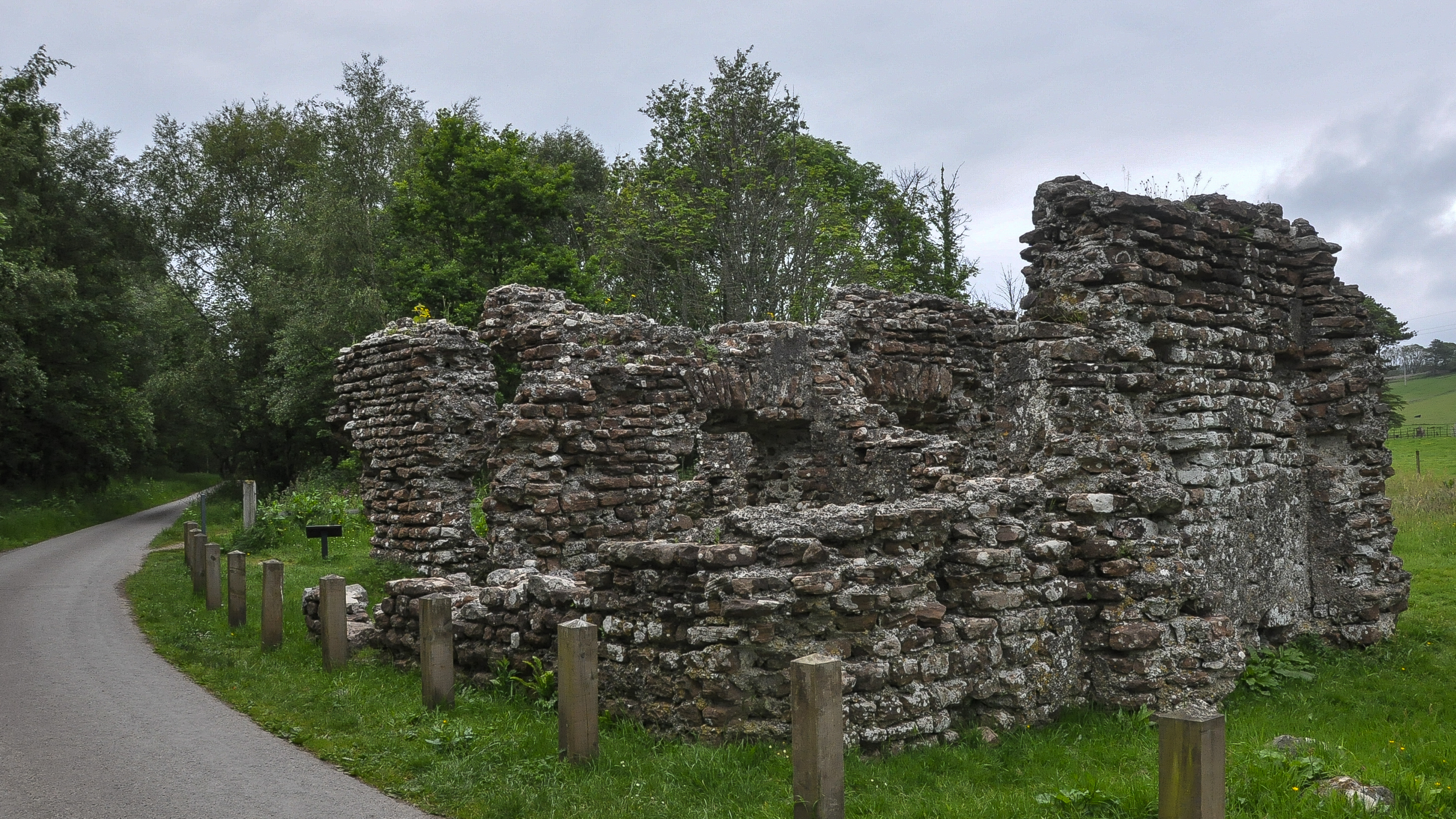
Het badhuis met de blik richting noordoosten